# Smilax papuana
Smilax papuana är en enhjärtbladig växtart som beskrevs av Carl Karl Adolf Georg Lauterbach. Smilax papuana ingår i släktet Smilax och familjen Smilacaceae.
Artens utbredningsområde är Papua Nya Guinea. Inga underarter finns listade.